# Saint-Jean-de-Ceyrargues
Saint-Jean-de-Ceyrargues település Franciaországban, Gard megyében. Lakosainak száma 173 fő (2022. január 1.). Saint-Jean-de-Ceyrargues Baron, Euzet, Saint-Césaire-de-Gauzignan, Saint-Étienne-de-l’Olm, Saint-Hippolyte-de-Caton és Saint-Maurice-de-Cazevieille községekkel határos.

## Népesség
A település népessége az elmúlt években az alábbi módon változott:
| Lakosok száma | 136  | 117  | 155  | 161  | 162  | 157  | 164  | 170  | 175  | 173  |
|               | 1968 | 1982 | 1990 | 2006 | 2013 | 2015 | 2017 | 2019 | 2020 | 2022 |